# لشکرکشی نادر شاه به خراسان
فتح خراسان توسط نیروهای وفادار صفوی علیه جدایی‌طلبان در خراسان، اولین لشکرکشی بزرگ نادر بود که وی به نمایندگی از مدعی جدید تاج‌وتخت صفوی، تهماسب دوم، انجام داد. این امر او را به مرکز چشم‌انداز سیاسی جنگ در ایران متلاشی‌شده در اوایل سده هجدهم سوق داد.